# Museo Ampelográfico de El Encín
El Museo Ampelográfico de El Encín  es un jardín botánico especializado en vides de origen español, perteneciente al Instituto Madrileño de Investigación y Desarrollo Rural, Agrario y Alimentario (IMIDRA). Constituye una selección de más de 200 cepas diferentes, pertenecientes a la Colección de variedades de vid de El Encín, finca localizada en Alcalá de Henares (Comunidad de Madrid - España).

## Características

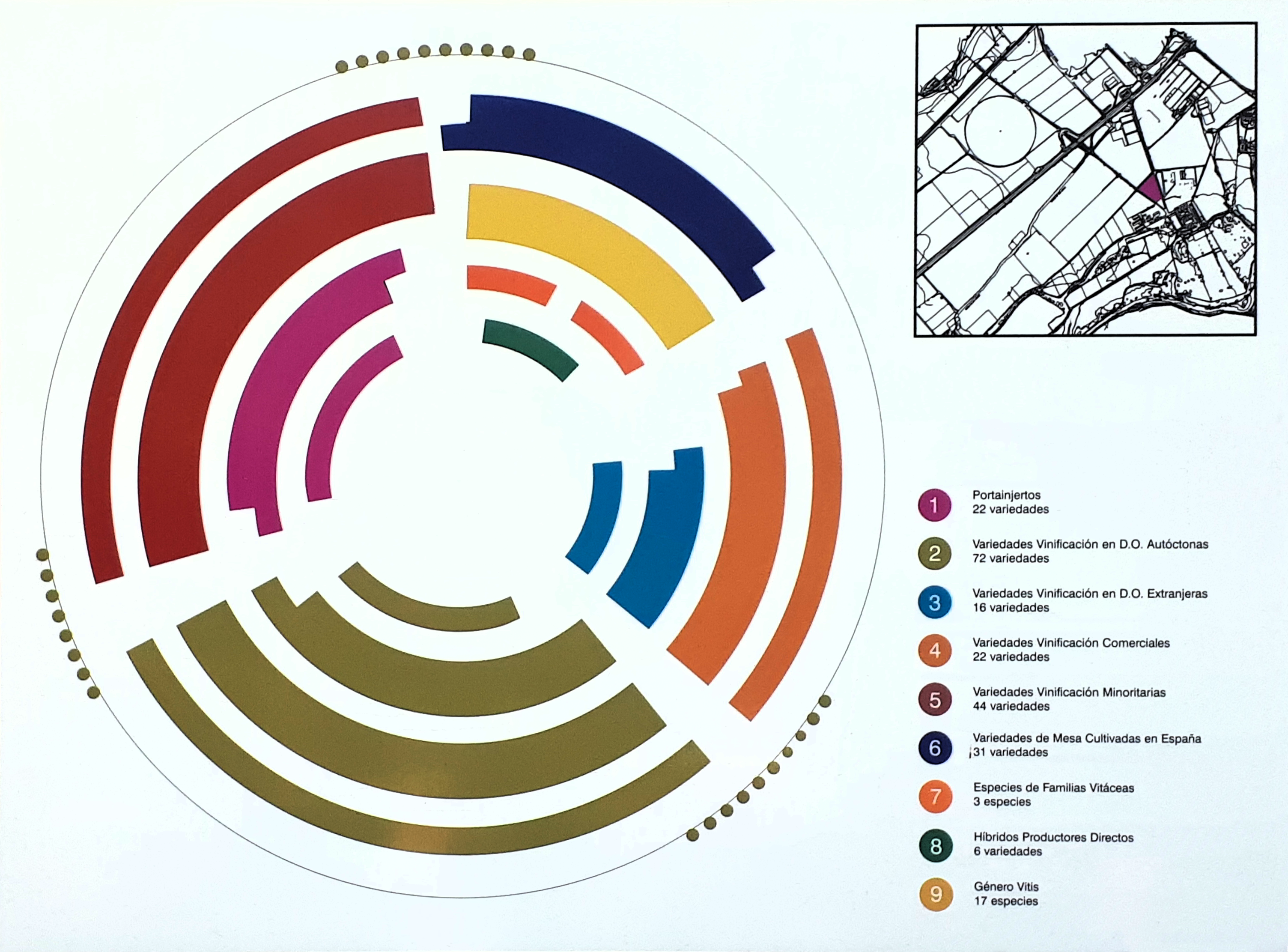
Plano de distribución de las variedades de vid

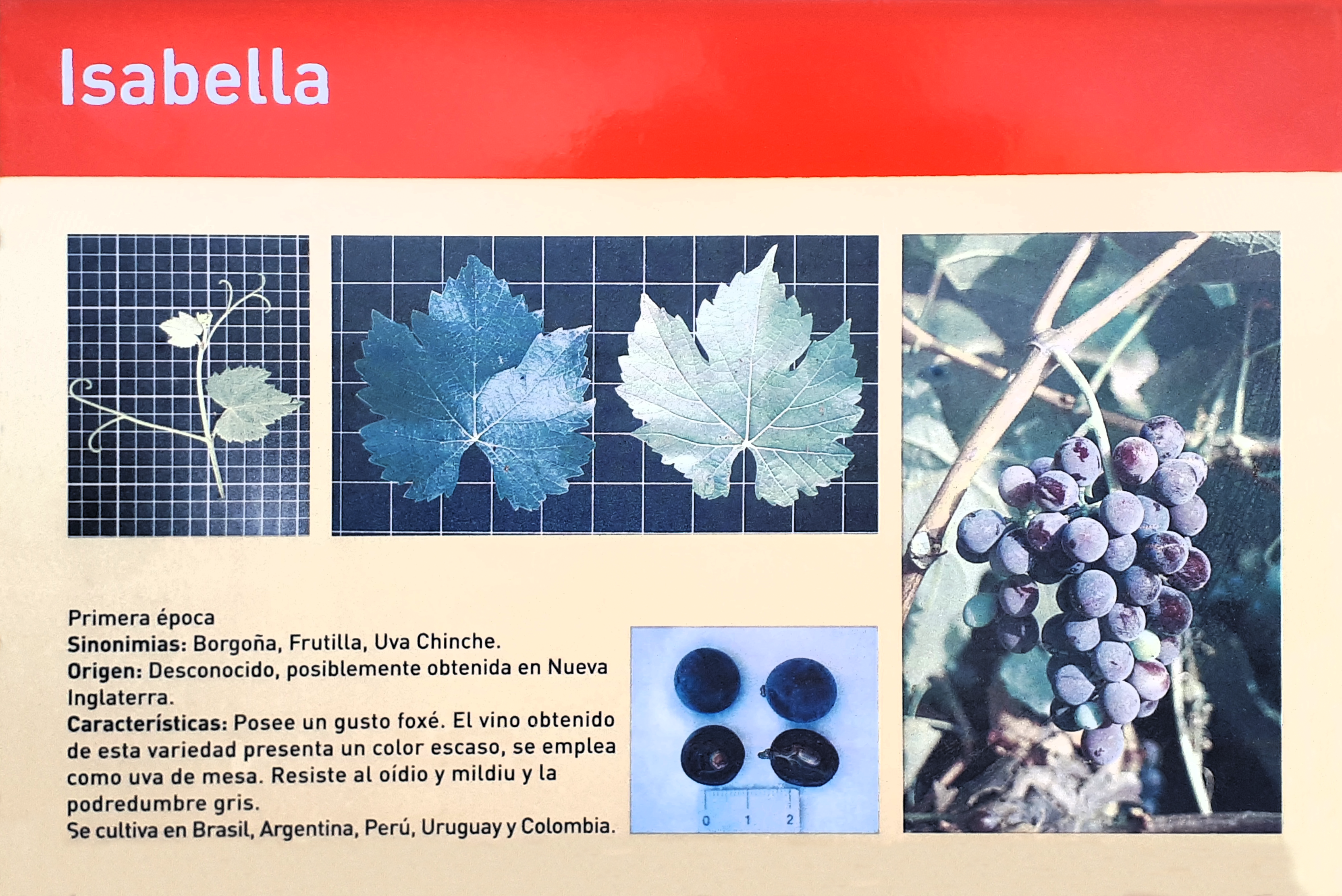
Variedad de uva Isabella

La ampelografía es la ciencia que estudia las variedades de vid. Identifica las diferentes cepas de uvas mediante el aspecto externo de sus hojas y racimos. Con el objetivo de establecer una descripción botánica del conjunto de la planta, y conocer las aptitudes de cultivo y fisiológicas de cada variedad.
El Museo Ampelográfico de El Encín fue inaugurado el 29 de abril de 2003 en Alcalá de Henares. Expone, en 9.000 m² en forma de jardín botánico, una muestra de 233 variedades para vinificación originarias de España, además de portainjertos y algunas especies de la familia de la vid de uso ornamental. 
Está organizado en forma circular, con un umbráculo central (asemejando una barrica) en cuyo interior hay carteles informativos sobre la vid y la elaboración del vino. Rodeándolo hay cuatro anillos concéntricos, donde se disponen las diferentes cepas (una por variedad) con cartelas que informan sobre su identidad varietal y morfología, mediante fotografías y datos específicos. El público lo puede visitar por senderos accesibles, incluso para personas de movilidad reducida.
Cada anillo está recubierto de una grava de colores que se asocia al criterio de clasificación de las castas plantadas: portainjertos (22 variedades); castas de vinificación autóctonas utilizadas en la Denominaciones de Origen españolas (72); variedades de vinificación extranjeras (16); castas de vinificación comerciales (22); variedades de vinificación minoritarias (44); variedades de mesa cultivadas en España (31 especies); especies de la familia de las vitáceas (3); híbridos productores directos (6); y género Vitis (17). 

## Historia

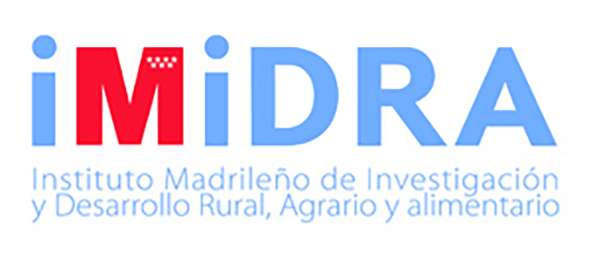
Logotipo del IMIDRA

La primera colección de vid en España la creó Simón de Rojas Clemente, en el Jardín Botánico de Madrid, en 1807.
El origen de la Colección de variedades de vid de El Encín se remonta a 1893, a partir de la  Estación de Viticultura y Enológica de Haro, formada con 13 variedades, por Víctor Cruz Manso de Zúñiga y Enrile; en 1912 la Escuela de Peritos Agrícolas de Villava, en la que Nicolás García de los Salmones creó una gran colección; y en la Granja Modelo y Escuela Práctica de Viticultura de Valladolid. Estas instituciones se agruparon en 1914 constituyendo la Estación Ampelográfica Central del Ministerio de Agricultura con sede en  Pinto, cuyo director fue García de los Salmones. 
Tras la Guerra Civil, el Instituto Nacional de Investigaciones Agrarias (INIA) asume en 1940 la responsabilidad de la colección de Pinto, a la que se une las variedades de uva de mesa del Servicio de Agricultura de la Diputación de Madrid, situadas en Arganda del Rey. Conformando el Centro de Ampelografía y Viticultura del INIA, cuyo director fue Moisés Martínez Zaporta.
En 1949 es trasladado a la finca El Encín en Alcalá de Henares, bajo la dirección de Ignacio Trueba Aguirre. En 1971 se transforma en el Departamento de Viticultura y Enología de la Región Central del INIA. En 1984, su gestión pasa a manos de la Comunidad de Madrid, por las transferencias autonómicas en materia de agricultura, constituyendo la Unidad de Viticultura y Enología de la Comunidad de Madrid, renombrado la “Colección Ampelográfica” como “Banco de Germoplasma de Vid de El Encín”. Convirtiéndose el 26 de diciembre de 1997 en el Instituto Madrileño de Investigación Agraria y Alimentaria (IMIA).
Finalmente el 1 de enero de 2005, como resultado de la unión del Instituto Tecnológico de Desarrollo Agrario (ITDA)  y del IMIA, se creó el Instituto Madrileño de Investigación y Desarrollo Rural, Agrario y Alimentario (IMIDRA) como organismo autónomo de carácter mercantil, que está adscrito a la Consejería de Medio Ambiente, Ordenación del Territorio y Sostenibilidad de la Comunidad de Madrid.

## Colección de variedades de vid de El Encín
El Museo forma parte de la Colección de Variedades de Vid, también denominada científicamente Banco de Germoplasma de Vid de El Encín. Es la segunda colección más grande de Europa (después de la de Montpellier en Francia), la tercera del mundo y la más antigua de España. Es, además, la única del mundo que se conserva bajo cultivo ecológico, debido a las apropiadas condiciones ambientales existentes en la región. Sirve para la prospección, identificación, evaluación y conservación de variedades del género Vitis. De la que se usa para la vinificación y como uva de mesa a la especie Vitis vinifera.  Su director es Gregorio Muñoz Organero (doctor ingeniero agrónomo).
Cuenta con una bodega experimental en El Encín, donde se realizan los ensayos de vino con las diferentes variedades de vid de la región, y con un laboratorio científico, un "biomódulo", para investigar enfermedades agrícolas y tratamiento de cultivos. El Banco de Germoplasma de El Encín también conserva cerca de 300 variedades de verduras, frutas y hortalizas de la región.
En 2024 la colección, que ocupa 15 ha de extensión, cuenta con 3.696 entradas o accesiones: 75 especies del género Vitis, 848 portainjertos, 107 híbridos productores directos, 423 vides silvestres, 498 de uva de mesa y 1.754 variedades de vinificación.

### Distribución por parcelas
La colección de El Encín está organizada en cinco parcelas:
1. Variedades de uva de mesa
2. Variedades extranjeras de vinificación
3. Portainjertos
4. Vides silvestres
5. Variedades de uvas de vinificación españolas

### Actividades
- Recuperación de variedades minoritarias[12]
- Investigación sobre la identidad morfológica de las variedades de uva y su evolución
- Investigación sobre la identificación molecular por ADN de los genotipos[13]
- Conservación del material genético de la vid, tanto de las variedades y como de los portainjertos
- Intercambio de material con otras instituciones nacionales e internacionales[14]
- Uso de nuevas variedades con mayor resistencia a enfermedades[15]
- Usos de la uva para zumos, como fruta (uva de mesa, pasas) y gastronomía circular (helados, chocolates o pan)
- Formación de profesionales y documentación [16]
- Divulgación [17]